# Бугай (Одесская область)
Бугай (укр. Бугай) — село, относится к Раздельнянскому району Одесской области Украины.
Население по переписи 2001 года составляло 13 человек. Почтовый индекс — 67411. Телефонный код — 4853. Занимает площадь 0,519 км². Код КОАТУУ — 5123981102.

## Местный совет
67411, Одесская обл., Раздельнянский р-н, с. Гаевка